# 楊元和
楊元和，5世紀氐人，仇池首領楊保宗之子。
455年，宋以楊元和為征虜將軍，又以文德之從祖兄楊頭為輔國將軍，守葭蘆（今甘肅武都縣東南）。朝廷以元和「年幼才弱」，未正位號。後來宋立元和為武都王，治白水，可是元和因「微弱不能自立」，在大約466年棄國投奔北魏。元和從弟楊僧嗣自立，屯葭蘆。
| 前任： 楊文德 | 仇池首領 455年－466年 | 繼任： 楊僧嗣 |